# 동래야류
동래야류(東萊野遊)는 부산광역시 동래구에 전해오는 탈놀음이다.
지금은 부산광역시의 한 구로 편입되어 있는 동래는 20세기 중반만 하더라도 부산의 산업·교통의 중심지였다. 이곳은 동래야류뿐만 아니라 줄다리기, 연날리기 등 갖가지 큰 민속 행사가 무수히 전하던 곳으로 유명하다. 1967년 12월 동래 출신으로 이름 있는 탈꾼 박덕업(朴德業, 1890∼1972)이 중심이 되어 이 놀이를 재현하여 국가무형문화재 제18호로 지정되었다. '동래들놀음' 이라고도 부르며 외지에서는 '동래야유'라고 알려져 있는데 현지에서는 야유(野遊)를 야류라고 부른다. 해마다 음력 정월 보름을 전후하여 장터나 타작마당·시냇가 같은 야외에서 연희되며, 그해의 연중무사(年中無事) 및 풍년을 기원한다.
[네이버 지식백과] 동래야류 [東萊野遊] (두산백과)

## 동래야류의 기능보유자
위촉되어 있는 기능보유자는 다음과 같다. 문장원(文章垣, 1917년생, 원 양반, 탈 제작) 이남선(李南先, 1907년생, 제대각시) 양극수(梁克銖, 1918년생, 할미) 양세주(梁世珠, 1922년생, 악사, 탈 제작) 노진규(盧振奎, 1905년생, 양반) 신우언(辛祐彦, 1899년생, 연출 지휘) 천재동(千在東, 1915년생, 탈 제작)

## 참고 문헌
- 이 문서에는 다음커뮤니케이션(현 카카오)에서 GFDL 또는 CC-SA 라이선스로 배포한 글로벌 세계대백과사전의 내용을 기초로 작성된 글이 포함되어 있습니다.